# Camellia punctata
Camellia punctata är en tvåhjärtbladig växtart som först beskrevs av Kochs, och fick sitt nu gällande namn av Cohen Stuart. Camellia punctata ingår i släktet Camellia och familjen Theaceae. Inga underarter finns listade i Catalogue of Life.